# Биргер Броса
Биргер Броса (швед. Birger Brosa, др.-сканд. Birgir Brósa; ум. 9 января 1202, Висингсё) — средневековый шведский ярл (1174—1202), который жил в XII веке. Был сыном Бенгта Снивиля, происходил из могущественного Дома Бельбу. Прозвище «Броса» означает «улыбающийся», но оно появляется в западных скандинавских источниках на рубеже XIII и XIV веков. В более ранних средневековых текстах он называется либо ярлом шведов, либо ярлом шведов и гётов.
Биргер был назначен на должность ярла во время правления Кнута Эрикссона. Он сохранил свой титул во время правления преемника Кнута Сверкера II до своей смерти в 1202 году.
Не позже 1170 года Биргер женился на Бригитте Харальдсдоттер, дочери норвежского короля Харальда Гилли. Ранее она была замужем за датским претендентом на престол Магнусом Хенриксеном, который недолго правил в Уппсале в 1160—1161 годах.
Согласно «Ливонской хронике» Германа Вартбергского Биргер Броса захотел совершить крестовый поход в Ливонию около 1195 года, но его корабль был отправлен в Эстонию. После разграбления страны в течение трёх дней, эстонцы согласились наложить на себя дань и принять христианство. После сбора дани Биргер вернулся в Швецию.
По всей видимости, Биргер поддерживал мир в Швеции во время гражданских войн, которые разорили Данию и Норвегию. Многие из претендентов на трон этих королевств искали убежища у Биргера. Среди них были вожди биркебейнеров Эйстейн Мойл и Сверрир Сигурдссон, которые были родственниками Бригитты Харальдсдоттер. Сын Биргера Филипп был на службе у короля Сверрира и умер, имея титул графа, в 1200 году. Биргер владел поместьями в Эстергётланде, Нерке, Вермланде и Сёдерманланде. Он был великим покровителем монастыря Ризеберги в Нерке, где Бригитта провела свои последние годы после смерти Биргера. Как только он умер, началась гражданская война.
В фильмах «Арн: Рыцарь-тамплиер» (2007) и «Арн: Королевство в конце пути» (2008) роль Биргера Бросы исполнил шведский актёр Стеллан Скарсгард.

## Дети
- Филипп Биргерссон[швед.] (ум. 1200), ярл Норвегии на службе у короля Сверрира и один из его самых преданных сторонников.
- Кнут Биргерссон, ярл Швеции. Согласно одному из источников, Кнут был женат на дочери короля Кнута I по имени Сигрид. Он был убит в 1208 году в битве под Леной (по другим источникам в 1210 году в битве при Гестилрене).
- Фольке Биргерссон (более известный как Фольке Ярл), ярл Швеции, убит в 1210 году в битве при Гестилрене.
- Магнус Биргерссон
- Ингегерд Биргерсдоттер, вышла замуж за короля Сверкера II, став матерью короля Юхана I.
- Кристина Биргерсдоттер
- Маргарета Биргерсдоттер